# Juliusz Kindermanns palæ
Juliusz Kindermanns palæ (polsk Pałac Juliusza Kindermanna) ligger ved Piotrkowska-gaden 137 i Łódź. 
Palæet blev rejst i italiensk renæssance i 1907 til forretningsmanden Juliusz Kindermann efter tegninger af Karl Seidl fra Wien. Det skulle oprindeligt have to tilbygninger, men der blev kun rejst en frontbygning og en tilbygning. Palæet var en af få residenser, som lå langt væk fra ejerens fabrikbebyggelse. 
Bygningen bærer præg af florentinsk, romersk og venetiansk renæssance. Facaden set fra Piotrkowska-gaden består af seks vindusrækker, og vinduernes overstykker har en fladtrykket bueform. Hele opstalten krones af en kordongesims, og under denne findes en smuk mosaikfrise fra 1909 med allegoriske billeder som forestiller handel og industri. Mosaikken blev udført i Antonio Salviattis venetianske værksted, efter tegninger af Hans Schram. I den asymmetrisk placerede karnap findes et palladiansk vindue. I trappeopgangen er et smukt glasmaleri bevaret.
I 1910 blev et orangeri rejst på bagsiden af palægrunden efter tegninger af Lew Lubotynowicz, og udbygget i 1937 efter Juliusz Kindermanns død. I årene 1940-1941 blev stueetagen bygget om indvendigt, og karnappen på den vestlige facade fjernet. I 1967 blev porten bygget om til en arkade. 
I dag huser paladset Klub Nauczyciela ("Lærerklubben"). Ved siden af ligger Józewskis passage, der hvor palæets nordlige tilbygning oprindeligt skulle rejses.
51°45′40.76″N 19°27′28.22″Ø / 51.7613222°N 19.4578389°Ø